# Val di Chiana

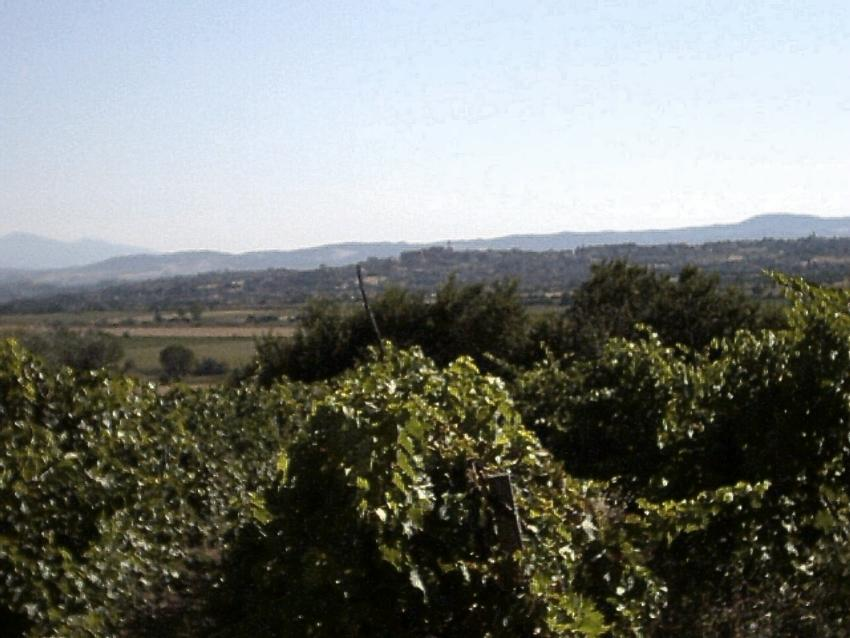
Vinodlingar i Val di Chiana

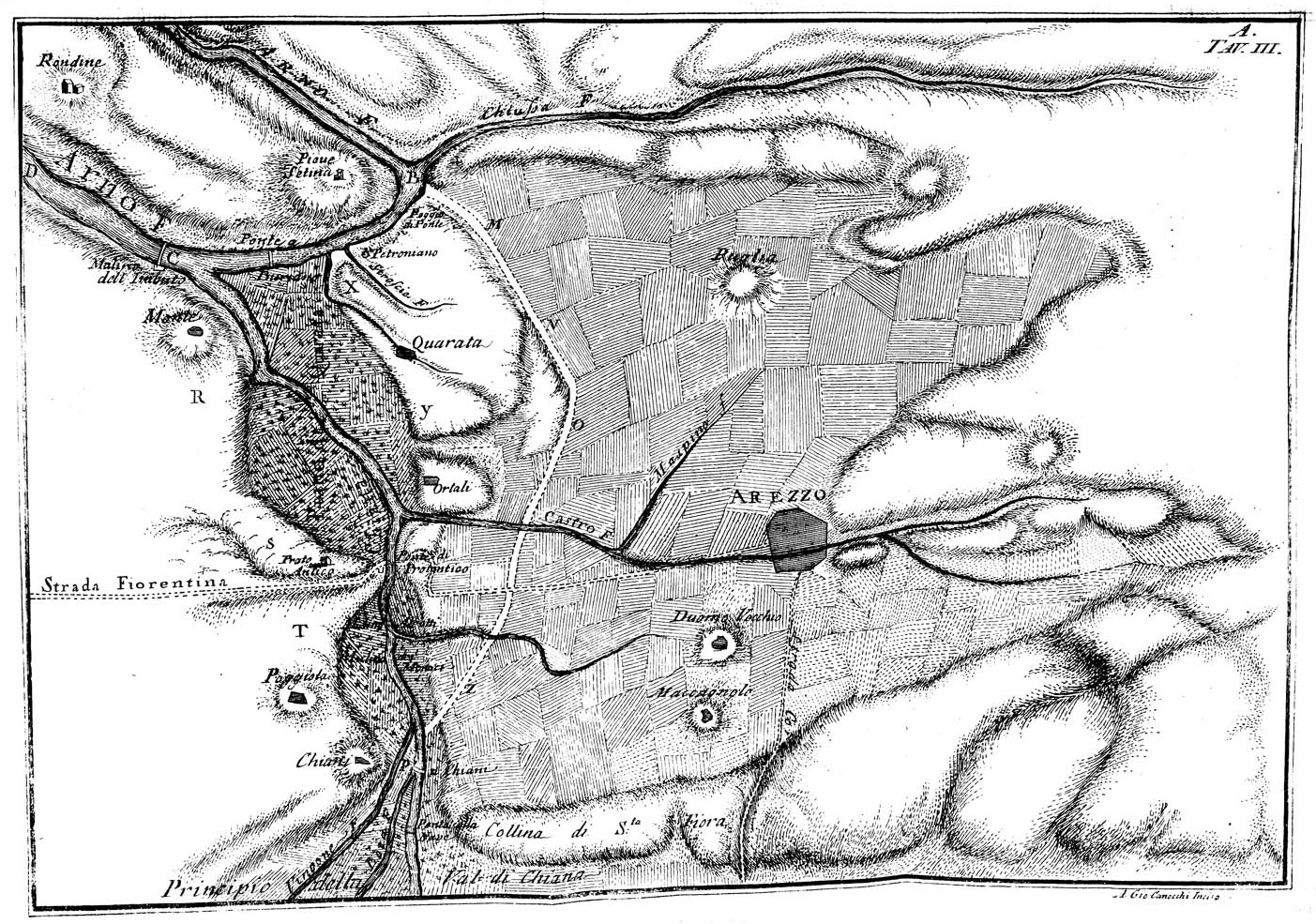
Val di Chiana, 1789

Val di Chiana ligger i hjärtat av Toscana och är den bördiga dalen som bildats av floden Chiana uppe på Apenninernas sluttningar. Dalen sträcker sig över provinserna Arezzo, Siena, Perugia och Terni.